# Anton Eickmeier
Anton Eickmeier (* 4. April 1912 in Münster; † 10. Oktober 1955 in Delmenhorst) war ein deutscher Politiker (CDU).
Eickmeier war gelernter Schlosser. Er war in verschiedenen Anstellungen tätig und absolvierte zwischen 1933 und 1934 seinen Arbeitsdienst. Im Anschluss war er als Schlosser am St. Josef-Stift in Delmenhorst tätig, dann im Weser-Flugzeugbau Delmenhorst. Bereits seit 1930 war er Mitglied der Kolpingsfamilie. Von 1935 bis 1945 war er Senior der örtlichen Kolpingsfamilie; im gleichen Zeitraum war er zudem ehrenamtlicher Fachwart Fußball im Reichsbund für Leibesübungen. Kurz vor Kriegsende wurde Eickmeier zur Wehrmacht einberufen und geriet in Gefangenschaft. Nach Entlassung aus der Gefangenschaft bis Oktober 1945 dienstverpflichtet bei der Militärregierung.
Er trat nach dem Zweiten Weltkrieg in die CDU ein und engagierte sich in der Sozialpolitik. Er war vom 9. Dezember 1946 bis zum 28. März 1947 Mitglied des ernannten Niedersächsischen Landtages und zog anschließend am 20. April 1947 in den ersten frei gewählten Niedersächsischen Landtag ein, dem er bis zum 30. April 1951 während der ersten Wahlperiode sowie zwischen dem 6. Mai 1955 und seinem Tode im Oktober 1955 während der dritten Wahlperiode angehörte. Von 1955 bis zu seinem Tode am 10. Oktober 1955 war er erneut Landtagsabgeordneter der DP/CDU-Fraktion. 1951/52 amtierte er als Bürgermeister und von April 1955 bis zu seinem Tode als Oberbürgermeister der Stadt Delmenhorst.